# Гренвилл, Кэтрин
Кэтрин Элизабет Гренвилл (англ. Kate Grenville; род. 14 октября 1950, Сидней) — австралийская писательница. Опубликовала пятнадцать книг, среди которых художественная и нехудожественная литература, биографии и книги о писательском процессе. В 2001 году стала лауреатом Женской премии за художественную литературу за роман «Идея совершенства», а в 2006 году — премии Commonwealth Writers' Prize за книгу «Тайная река». «Тайная река» также была включена в шорт-лист Букеровской премии.
Её романы были переведены на многие языки. Три из них были экранизированы.

## Биография
Кейт Гренвилл родилась в 1950 году, в семье Кеннета Гренвилла Ги, судьи окружного суда и барристера, и Изобель Рассел, фармацевта Образование получила в Cremorne Girls High School, Сиднейском университете (бакалавр с отличием) и Колорадском университете (магистр). После окончания бакалавриата в Сиднейском университете Гренвилл работала в киноиндустрии, в основном редактируя документальные фильмы в компании Film Australia. Также преподавала творческое письмо. С 1976 по 1980 год она жила в Лондоне и Париже, писала художественную литературу, одновременно подрабатывая монтажером фильмов, писателем и секретарем. В 1980 году поступила в Университет Колорадо в Боулдере, чтобы получить степень магистра в области творческого письма. Она вернулась в Австралию в 1983 году работала на телевидении SBS в отделе субтитров. В 1986 году выиграла литературный грант и покинула SBS, чтобы заняться писательской деятельностью. С начала 1990-х годов является почётным ассоциатом Сиднейского университета.
В 2006 году Технологический университет Сиднея присудил ей докторскую степень в области творческих искусств. Она также была удостоена звания почётного доктора литературы Сиднейского университета, Университета штата Новый Южный Уэльс и Университета Маккуори. В 2017 году была удостоена награды за прижизненные достижения от Австралийского совета, а в 2018 году стала офицером Ордена Австралии.
Гренвилл была замужем за Робертом Стайнером и карикатуристом Брюсом Петти. Живёт в Сиднее с сыном и дочерью. На досуге она учится играть на виолончели и выступает в любительском оркестре.
Репутация Кейт Гренвилл как автора коротких рассказов сложилась после публикации в 1984 году сборника «Bearded Ladies».
«История Лилиан» — её первый опубликованный роман (1985), получивший литературную премию The Australian/Vogel. В его основу легла история Би Майлз, известной в Сиднее своим эксцентричным поведением в обществе. Роман стал одним из самых любимых в Австралии, а в 1996 году по нему был снят фильм с Рут Крэкнелл и Тони Коллетт; Коллетт получила премию Австралийского института киноискусства в номинации «актриса второго плана» за исполнение роли молодой Лилиан.
В 1986 году вышел фильм «Дом мечты», а в 1994 году — фильм «Ловушки». В 1988 году была опубликована книга «Джоан творит историю», получившая премию Австралийской комиссии по празднованию двухсотлетия.
В 1994 году Гренвилл вернулась к персонажам и обстановке «Истории Лилиан», выпустив роман «Тёмные места», в котором события предыдущего романа пересказываются с точки зрения отца Лилиан. Роман «Тёмные места» получил премию Victorian Premier’s Literary Award в 1995 году.
В 2000 году вышел роман «Идея совершенства» за который Гренвилл получила Женскую премию за художественную литературу.
В 2006 году была опубликована «Тайная река» — первая из книг Гренвилл, темой которой стало колониальное прошлое Австралии и отношения с коренным населением. На создание книги Гренвилл вдохновила история её прапрадеда, каторжника, отправленного в Австралию из Лондона в 1806 году. Эта книга получила Commonwealth Prize, Christina Stead Prize и Премию премьер-министра штата Новый Южный Уэльс по связям с общественностью, а также была включена в шорт-лист Букеровской премии.
Книга «В поисках тайной реки» (2006) — это мемуары, посвященные исследованию и написанию романа, в которых прослеживается путь автора к осознанию того, как колониальное прошлое Австралии влияет на её настоящее.
Действие романа «Лейтенант» (2008) происходит на тридцать лет раньше, чем действие «Тайной реки». Основанный на исторических записных книжках лейтенанта Уильяма Доуса, он рассказывает о дружбе между солдатом Первого флота и молодой девушкой из племени гадигал. Оба романа исследуют сложность отношений между чёрными и белыми в прошлом Австралии.
«Сара Торнхилл» (2011) — продолжение романа «Тайная река», в котором рассказывается история младшей дочери Уильяма Торнхилла.
В 2015 году Гренвилл опубликовала книгу «Одна жизнь: История моей матери», в которой на основе фрагментов мемуаров, оставленных её матерью, она выстраивает историю женщины, чья жизнь — в чём-то типичная для своего времени, в чём-то удивительная — охватила столетие бурных и драматических перемен.
Гренвилл также написала или стала соавтором нескольких книг о писательском процессе, которые широко используются на творческих писательских семинарах, в школах и университетах.
В 2017 году опубликовала книгу о политике и влиянии искусственных запахов на здоровье «The Case Against Fragrance».
«Комната из листьев» (2020) — роман, вдохновлённый жизнью первопоселенки Элизабет Макартур, которая была замужем за Джоном Макартуром, основателем австралийской шерстяной промышленности в 1800-х годах.
Все её романы были опубликованы в Великобритании и США, а также в Австралии и переведены на многие языки, включая немецкий, шведский, французский, иврит и китайский. По двум из них были сняты художественные фильмы. По роману «Тайная река» был снят телевизионный мини-сериал и поставлена пьеса.